# Centipede
Centipede és un videojoc d'arcade de trets fixos de 1980 desenvolupat i publicat per Atari. Dissenyat per Dona Bailey i Ed Logg va ser un dels jocs amb més èxit comercial de l'edat daurada dels videojocs arcade i un dels primers amb una base important de jugadores femenines. L'objectiu principal és disparar tots els segments d'un centpeus que baixa pel camp de joc. El 1982 va seguir una seqüela arcade, Millipede.
Centipede es va portar a la pròpia família Atari 2600, Atari 5200, Atari 7800 i Atari de 8 bits. Sota l'etiqueta Atarisoft, el joc es va vendre per a Apple II, Commodore 64, ColecoVision, VIC-20, IBM PC (com a disc d'arrencada automàtica), Intellivision i TI-99/4A. Superior Software va publicar el port per a la BBC Micro. També es van produir versions per a Game Boy i Game Boy Color, així com una versió per a l'efímera Game.com desenvolupada per Handheld Games i publicada per Tiger Electronics.